# Павлов Олександр Васильович
Олександр Васильович Павлов (1880 — 1937) — радянський військовий діяч, комдив, жертва сталінського Великого терору — розстріляний у 1937 році.

## З біографії
Зі службовців. Закінчив школу прапорщиків у 1915 році.
Брав участь у Першій світовій війні. Був поручником РІА.
У січні 1918 року виборний начальник штабу 7-ї армії (РСФРР), пізніше — Південно-Західного фронту.
В травні-вересні 1918 року командир прикордонзагону Воронезького району Південної ділянки загонів завіси, в листопаді 1918 — березні 1919 командир бригади 27-ї стрілецької дивізії, з травня по листопад начальник цієї дивізії.
За бої в травні 1919 року на р. Біла нагороджений орденом Червоного Прапора.
У грудні 1919 — червні 1920 командувач 10-ї армії (РСФРР). В серпні-грудні 1920 року начальник окремої стрілецької дивізії ВОХР, з грудня 1920 року командувач військами Тамбовської губернії. Пізніше проходив службу на командних посадах.

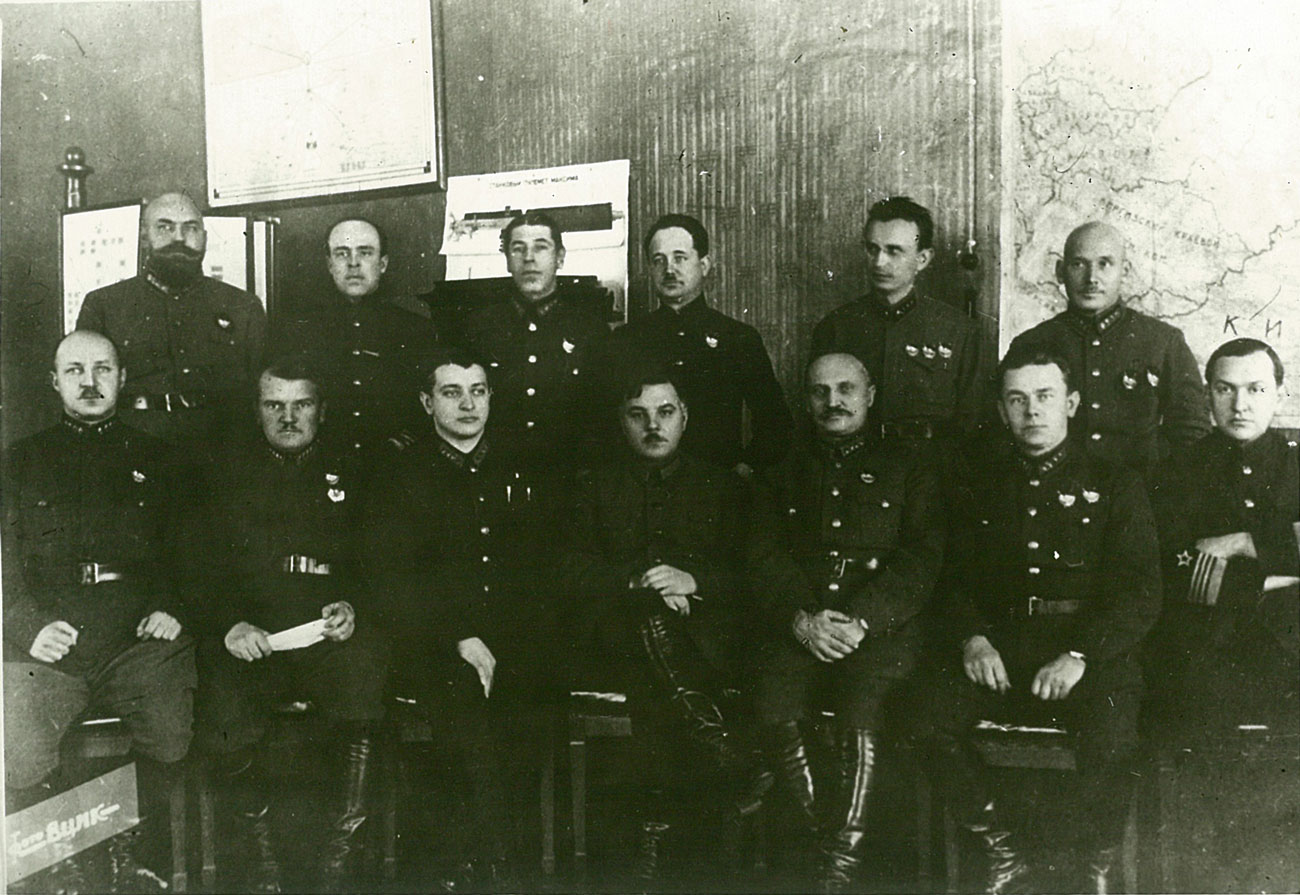
Зустріч командувачів Червоної армії.
Стоять: О.Павлов, М.Вікторов, Б.Шапошников, О.Векман, І.Уборевич, К.Авксентьєвський.
Сидять: Г.Базилевич, М.Левандовський, М.Тухачевський, К.Ворошилов, М.Петін, А.Корк, В.Орлов. 1927 р.

У червні 1937 року заарештований. Військовою колегією Верховного суду СРСР 14 серпня 1937 року, за звинуваченням в участі у військовій змові, засуджений до розстрілу. Вирок виконано в той же день.
Ухвалою Військової колегії від 2 червня 1956 року реабілітований посмертно.